# Sidi Lakhdar
Sidi Lakhdar (em árabe: 	سيدي لخضر) é uma cidade localizada na província de Aïn Defla, no norte da Argélia. Sua população era de 20 970 habitantes, em 2008.